# Fußball-Weltmeisterschaft 1958/Mexiko
Dieser Artikel behandelt die mexikanische Fußballnationalmannschaft bei der Fußball-Weltmeisterschaft 1958.

## Qualifikation

### Erste Runde
| Mexiko             | - | Vereinigte Staaten | 6:0 | Crescencio Gutiérrez 14' 26', Reyes 33' 69' 76' / Héctor Hernández 63'                                    |
| Vereinigte Staaten | - | Mexiko             | 2:7 | Murphy 45' / Alfredo Hernández 22' 36' 86', Crescencio Gutiérrez 38', Héctor Hernández 65' 87', Sesma 79' |
| Mexiko             | - | Kanada             | 3:0 | Carlos González 5' 72', Crescencio Gutiérrez 46'                                                          |
| Kanada             | - | Mexiko             | 0:2 | Crescencio Gutiérrez 8', Sesma 28'                                                                        |

### Finalrunde
| Mexiko     | - | Costa Rica | 2:0 | Belmonte 77', López 86' |
| Costa Rica | - | Mexiko     | 1:1 | Soto 32' / López 27'    |

## Mexikanisches Aufgebot
| Nummer / Name | Nummer / Name               | Damaliger Verein      | Geburtstag | Länderspiele |
| Torhüter      | Torhüter                    | Torhüter              | Torhüter   | Torhüter     |
| ------------- | --------------------------- | --------------------- | ---------- | ------------ |
| 1             | Antonio Carbajal            | Club León             | 07.06.1929 |              |
| 12            | Manuel Camacho              | Deportivo Toluca      | 06.04.1929 |              |
| 13            | Jaime Gómez                 | Deportivo Guadalajara | 29.12.1929 |              |
| Abwehr        |                             |                       |            |              |
| 2             | Jesús del Muro              | CF Atlas              | 30.11.1937 |              |
| 4             | José Villegas               | Deportivo Guadalajara | 20.06.1934 |              |
| 5             | Alfonso Portugal            | Club Necaxa           | 21.01.1934 |              |
| 14            | Miguel Gutiérrez            | Club León             | 07.05.1931 |              |
| 16            | José Antonio Roca           | CD Zacatepec          | 24.05.1928 |              |
| 17            | Raúl Cárdenas               | CD Zacatepec          | 30.10.1928 |              |
| 19            | Jaime Belmonte              | CD Cuautla            | 08.10.1934 |              |
| Mittelfeld    |                             |                       |            |              |
| 3             | Jorge Romo                  | Deportivo Toluca      | 20.04.1923 |              |
| 6             | Francisco Flores Córdoba    | Deportivo Guadalajara | 12.02.1926 |              |
| 7             | Alfredo Hernández           | Club León             | 18.06.1935 |              |
| 15            | Guillermo Sepúlveda         | Deportivo Guadalajara | 28.02.1934 |              |
| 18            | Jaime Salazar               | Club Necaxa           | 06.02.1931 |              |
| Angriff       |                             |                       |            |              |
| 8             | Salvador Reyes              | Deportivo Guadalajara | 20.09.1936 |              |
| 9             | Carlos Calderón de la Barca | CF Atlante            | 02.10.1934 |              |
| 10            | Crescencio Gutiérrez        | Deportivo Guadalajara | 26.10.1933 |              |
| 11            | Enrique Sesma               | Deportivo Toluca      | 22.04.1927 |              |
| 20            | Carlos Blanco Castañón      | Deportivo Toluca      | 05.03.1927 |              |
| 21            | Ligorio López               | CD Irapuato           | 18.08.1928 |              |
| 22            | Carlos González             | CF Atlas              | 12.04.1935 |              |
| Trainer       |                             |                       |            |              |
|               | Antonio López Herranz       |                       | 04.05.1913 |              |

## Spiele der mexikanischen Mannschaft

### Vorrunde
Der Veranstalter Schweden ging als Favorit in die Gruppe 3 und wurde seiner Rolle gerecht. Mexiko (3:0) und Ungarn (2:1), die nur noch drei Spieler aus dem 54er-Wunderteam dabei hatten (der Aufstand von 1956 hatte das Team auf ganz Europa verteilt und nicht alle Spieler wurden freigestellt), wurden besiegt. Zuletzt konnten sich die Schweden noch ein 0:0 gegen Wales leisten. Dieses Ergebnis war für die Waliser wichtig, da sie dadurch ins Entscheidungsspiel gegen Ungarn gelangten und 2:1 siegten. Mexiko wurde erwartungsgemäß Letzter der Gruppe.
- Schweden –  Mexiko 3:0 (1:0)

Stadion: Råsundastadion (Solna)
Zuschauer: 45.000
Schiedsrichter: Latyschew (Sowjetunion)
Tore: 1:0 Simonsson (17.), 2:0 Liedholm (57.) 11 m, 3:0 Simonsson (64.)
Bei ihrer vierten WM-Teilnahme bestritt die mexikanische Nationalmannschaft bereits zum dritten Mal das Eröffnungsspiel. Nach 1950 (Brasilien) stand „el Tri“ diesmal erneut dem Gastgeber gegenüber, gegen den die mexikanische Presse sich durchaus Chancen ausgerechnet hatte. Deren Optimismus klang etwa so: „Schweden ist eine improvisierte Mannschaft mit fünf Spielern, die ihr Geld in Italien verdienen. Mexiko zeichnet sich durch einen guten Mannschaftsgeist aus und ist von Nationaltrainer López Herranz taktisch gut aufgestellt.“ Doch die Realität sah anders aus: Schweden dominierte das Spiel von Anfang an und Mexiko erwies sich als ein idealer Aufbaugegner für den Gastgeber.
Nach vorne ging bei Mexiko nicht viel und hinten bekam man die brandgefährlichen schwedischen Angreifer Skoglund, Hamrin und Liedholm nicht in den Griff. In der 27. Minute eilte Skoglund José Villegas davon und flankte den Ball in den Strafraum zu Simonsson, der mit einem Kopfball die Führung der Gastgeber erzielte. In der 57. Minute brachte Jorge Romo Hamrin im Strafraum zu Fall und Liedholm verwandelte den fälligen Elfmeter. Sieben Minuten später war Simonsson nach Vorlage von Skoglund erneut erfolgreich und stellte den 3:0-Endstand her.
- Mexiko –  Wales 1:1 (0:1)

Stadion: Råsundastadion (Solna)
Zuschauer: 25.000
Schiedsrichter: Lemešić (Jugoslawien)
Tore: 0:1 Allchurch (32.), 1:1 Belmonte (89.)
Obwohl Mexiko das Spiel in der Anfangsphase dominierte, gingen die Waliser nach einer guten halben Stunde in Führung. In der Schlussphase warfen die Mexikaner noch einmal alles nach vorne und wurden schließlich für ihren unermüdlichen Einsatz belohnt: kurz vor Ende der Partie erhielt Carlos Blanco an der rechten Außenlinie den Ball. Mit einem geschickt angetäuschten Schuss ließ er die gegnerischen Verteidiger ins Leere laufen, so dass der Weg frei war für einen Pass zu Enrique Sesma. Dieser leitete den Ball Millimetergenau auf Jaime Belmonte weiter, der ihn mit einem wuchtigen Kopfstoß ins Netz hämmerte. Durch diesen Punktgewinn blieb die mexikanische Auswahl in ihrem zehnten WM-Spiel zum ersten Mal unbesiegt.
- Ungarn –  Mexiko 4:0 (1:0)

Stadion: Jernvallen (Sandviken)
Zuschauer: 13.300
Schiedsrichter: Eriksson (Finnland)
Tore: 1:0 Tichy (19.), 2:0 Tichy (46.), 3:0 Sándor (54.), 4:0 Bencsics (69.)
Die Voraussetzungen für das Spiel gegen Ungarn waren für „el Tri“ nicht besonders günstig. Gleich mehrere Spieler waren angeschlagen und somit nicht in Bestform. Insbesondere die Verteidigung war stark geschwächt: Stammverteidiger Jesús del Muro plagte eine Zerrung im Unterschenkel und ein weiterer Stammverteidiger, Jorge Romo, hatte sich im Spiel gegen Wales durch einen Tritt von John Charles eine Verstauchung im Knöchel zugezogen. Er musste gegen Ungarn durch Guillermo Sepúlveda ersetzt werden, der durch eine noch nicht vollständig auskurierte Verletzung gehandicapt war und keine Spielpraxis hatte. Bereits nach vier Minuten stieß er mit Karoly Sandor zusammen und musste für mehrere Minuten behandelt werden. Zwar kam „El Tigre“ in der 13. Minute zurück, musste nach 28 Minuten das Spielfeld jedoch erneut – und zwar endgültig – verlassen. Weil damals noch keine Auswechslungen möglich waren, spielte Mexiko mehr als eine Stunde lang in Unterzahl und wurde von den Ungarn förmlich an die Wand gespielt. Einzig Torwart Carbajal war es zu verdanken, dass Mexiko nicht noch höher verlor. Das schwedische Publikum honorierte seine Leistung und verabschiedete ihn sowohl nach dem Pausen- als auch dem Schlusspfiff mit Beifall.